# Falsk fänkål
Falsk fänkål (Ridolfia segetum) är en växtart  i släktet ridolfior (Ridolfia) och familjen flockblommiga växter. Den är ensam art i släktet Ridolfia.
Arten är en ettårig ört som förekommer kring Medelhavet och på Arabiska halvön. Ibland påträffas den tillfälligt i Sverige, men den är knappast reproducerande i landet.